# Stenellipsis macrophthalma
Stenellipsis macrophthalma är en skalbaggsart som beskrevs av Stefan von Breuning 1975. Stenellipsis macrophthalma ingår i släktet Stenellipsis och familjen långhorningar. Inga underarter finns listade i Catalogue of Life.